# Simfonia núm. 6 (Atterberg)
La Simfonia núm. 6 Dollar Symphony en do major, op. 31, va ser completada per Kurt Atterberg el 8 d'abril de 1928. Es va estrenar el 15 d'octubre de 1928 a Colònia amb Hermann Abendroth dirigint l'Orquestra Gürzenich. Té una durada aproximada de 25 minuts.

## Origen i context
Durant els anys vint, Kurt Atterberg ja havia assolit una notable reputació com a compositor de simfonies a Europa. La seva Cinquena Simfonia, Sinfonia funebre, una obra intensa i emotiva escrita entre 1919 i 1922, havia estat estrenada per la Filharmònica de Berlín sota la seva direcció el 6 de gener de 1923. No obstant això, va ser amb la seva Sisena Simfonia que Atterberg va obtenir una atenció mundial inesperada, en guanyar el prestigiós concurs Schubert Centennial Contest.
El 26 de juny de 1927 Columbia Records i la Gesellschaft der Musikfreunde de Viena van anunciar un concurs arreu del món en memòria del 100è aniversari de la mort de Franz Schubert. L'objectiu del concurs era completar la simfonia inacabada de Schubert. La iniciativa va desencadenar una onada d’indignació entre els experts, que van denunciar amb vehemència el que consideraven un intent de la indústria discogràfica d’explotar el centenari de Schubert amb finalitats comercials. Fins i tot Olin Downes va titllar l’acció de "vandalisme". Llavors l'encàrrec es va ampliar, i es van poder presentar obres que estaven escrites a l'estil de Schubert. Després de noves protestes, finalment es van ampliar encara més els requisits, especificant que havien de ser «obres simfòniques en un o més moviments, concebudes com una exaltació del geni líric de Schubert i dedicades a la seva memòria amb motiu del centenari».
Atterberg no va sentir parlar del concurs fins al 24 de novembre de 1927, però gràcies a l'ajornament continuat de Columbia de la data límit d'inscripció, Atterberg encara va ser a temps. El 20 d'abril de 1928 era la data límit per a la presentació. El jurat que havia de jutjar les obres del nord d'Europa estava format per Carl Nielsen i Ture Rangström.
L'⁣1 de maig de 1928 comença el repartiment de premis per a Escandinàvia i Atterberg és nomenat president de la STIM (la sueca Buma/Stemra). Es va veure obligat a escoltar constantment música d'altres persones, però només l'endemà va saber que ell mateix havia guanyat un premi (750 dòlars americans). Tot seguit es van jutjar més de 500 obres de 26 països. Després d'un rigorós procés de selecció, un jurat internacional es va reunir a Viena durant cinc dies al juny per a les seves deliberacions finals. Els finalistes van ser:
- Simfonia núm. 3 de Franz Schmidt
- Simfonia núm. 1 de Czesław Marek
- Simfonia núm. 6 d'Atterberg.[4]

Atterberg finalment va guanyar el primer premi amb un premi en diners de 10.000 dòlars nord-americans, i així la simfonia va rebre el seu sobrenom.
La Simfònica Sueca per una Causa Americana va tenir la seva primera actuació a la Gürzenichsaal de Colònia a càrrec del Concert-Gesellschaft local dirigit per Herman Abendroth. No obstant això, el primer que va dirigir l'obra va ser Thomas Beecham, que havia fet en secret un enregistrament de l'obra. Els enregistraments eren pocs en aquells dies. Atterberg va gravar l'obra i Arturo Toscanini també la va gravar. Després d'això hi va haver principalment silenci al voltant d'aquesta obra.

## Música
La música d'aquesta simfonia està dividida en dues parts; els moviments 1 i 2 tenen un so seriós i estaven més o menys preparats quan Atterberg va sentir parlar de la competició. La part 3 és molt més emocionant i probablement la raó per la qual va guanyar finalment (segons el mateix compositor). La simfonia té tres parts:
1. Moderato
2. Adagio
3. Vivace

Com solia fer Atterberg, els temes es van inspirar en la música popular. En una carta a Carl Nielsen, el compositor va afirmar que havia escrit els dos primers moviments amb la màxima serietat, però «al darrer moviment, que és en forma de rondó estricte, la relació és diferent. Comença amb un tema intencionadament trivial, que poso en un context humorístic des del principi del moviment... De totes maneres, el meu motiu comú intenta aviat alguna cosa tan erudita com una fuga; després de tota mena de problemes, la fuga comença, però només sembla fer-ho exteriorment, una il·lusió enganyosa de capacitat i erudició. Ja havia arribat fins aquí amb el moviment abans de conèixer el concurs de Columbia, i vaig descobrir que aquesta capritxosa idea, esbossada sense cap propòsit definit, era precisament el que necessitava com a final d'una simfonia, si és que volia participar en el concurs. Estava pensant en les ostentoses publicitats americanes (i)... en la incitació a una música reaccionària —tan repel·lent per a l'autoestima d'un músic creatiu— que contenien les regles del concurs.»

### Orquestració
- 3 flautes (III també flautí), 2 oboès, 2 clarinets, 2 fagots
- 4 trompes, 3 trompetes, 3 trombons, 1 tuba
- timbals, 4 percussió, 1 arpa
- violins, violes, violoncels, contrabaix

## Discografia (2012)
- BIS Records⁣: Jun'ich Hirokami amb la Norrköpings Symfoniorkester
- cpo⁣: Ari Rasilainen amb l'Orquestra Filharmònica de la Broadcasting Company a Hannover
- Guild, Toscanini amb l'⁣Orquestra Simfònica de l'NBC